# قائمة رؤساء وزراء راجستان
رئيس وزراء ولاية راجستان الهندية هو رئيس حكومة ولاية راجستان. يذكر دستور الهند أن الحاكم هو رئيس الولاية لكن تقع السلطة التنفيذية بحكم الأمر الواقع على عاتق رئيس الوزراء. عادة ما يدعو الحاكم الحزب (أو الائتلاف) الحاصل على أغلبية المقاعد في جمعية راجستان التشريعية لتشكيل الحكومة. يعين الحاكم رئيس الوزراء، ويكون مجلس وزرائه مسؤولاً بشكل أمام الجمعية التشريعية. مدة ولاية رئيس الوزراء خمس سنوات قابلة للتجديد بدون قيود لعدد الفترات..
كانت المنطقة المعروفة براجبوتانا تضم العديد من الولايات الأميرية ومقاطعة أجمر-ميروارا عند استقلال الهند عام 1947. مع مرور الوقت، دمجت هذه المناطق تدريجيًا لتشكيل ولاية راجستان الحديثة، محصل التكامل عبر سبع مراحل من مارس 1948 حتى نوفمبر 1956. اتحدت ولايات ألوار وبهاراتبور ودولبور وكارولي لتشكيل اتحاد ماتسيا في 18 مارس 1948 وتولى شوبها رام منصب رئيس الوزراء. أسس اتحاد راجستان في 25 مارس 1948 من ولايات بوندي وكوتا وجهالوار ودونجاربور وانسوارا وبراتابجاره وكيشانجاره وتونك وشاهبورا ورئاسة لاو ورأس وزرائها جوكول لال أسافا. انضمت ولاية أودايبور إلى الاتحاد في 18 أبريل 1948، وافتتح رئيس الوزراء جواهر لال نهرو ولاية راجستان المتحدة الجديدة وأصبح مانيكيا لال فيرما رئيسًا للوزراء. اندمجت ولايات أمبر وماروار وبيكانر وجايسالمر في الاتحاد في 30 مارس 1949 وتغير اسمه إلى ولاية راجستان الكبرى المتحدة، وتولى هيرالال شاستري منصب رئيس الوزراء في 7 أبريل 1949. انضم اتحاد ماتسيا إلى ولاية راجستان الكبرى المتحدة في 15 مايو 1949.
عُرفت الولاية رسميًا باسم راجستان منذ 26 يناير 1950 واستمر شاشتري في منصب رئاسة الوزراء. عقب أول انتخابات للجمعية التشريعية في 3 مارس 1952، تولى تيكا رام باليوال من المؤتمر الوطني الهندي منصب أول رئيس وزراء منتخب للولاية. موهان لال سوخاديا من حزب المؤتمر هو الأطول خدمة في هذا المنصب، حيث أدى اليمين الدستورية أربع مرات وخدم لأكثر من ستة عشر عامًا. فاسوندهارا راجي سينديا من حزب بهاراتيا جاناتا هي المرأة الوحيدة التي تولت هذا المنصب. لم يكمل أي شخص من أي حزب فترة واحدة 5 سنوات) منذ عام 1998 وهو اتجاه استمر في الانتخابات الأخيرة. خلف بهاجان لال شارما من حزب بهاراتيا جاناتا أشوك جيلوت من المؤتمر الوطني الهندي بعد فوز كبير بـ 115 مقعدًا في انتخابات الجمعية لعام 2023.

## القائمة

### رؤساء وزراء اتحاد ماتسيا (1948–1949)
| # | الصورة | الصورة | الاسم (العمر) الدائرة الانتخابية           | الفترة       | الفترة       | الفترة         | الانتخابات (الجمعية) | الحزب                 | راجبراموخ       |
| - | ------ | ------ | ------------------------------------------ | ------------ | ------------ | -------------- | -------------------- | --------------------- | --------------- |
| 1 |        |        | Shobha Ram Kumawat (1814 – 1984) غير منتخب | 18 مارس 1948 | 15 مايو 1949 | 1 سنة و58 أيام | –                    | المؤتمر الوطني الهندي | Udai Bhan Singh |

### رؤساء وزراء راجستان (1948–1950)
| # | الصورة | الصورة | الاسم (العمر) الدائرة الانتخابية          | الفترة        | الفترة        | الفترة   | الانتخابات (الجمعية) | الحزب                 | راجبراموخ       |
| - | ------ | ------ | ----------------------------------------- | ------------- | ------------- | -------- | -------------------- | --------------------- | --------------- |
| 1 |        |        | Gokul Lal Asawa (1901 – 1981) غير منتخب   | 25 مارس 1948  | 18 أبريل 1948 | 24 أيام  | –                    | المؤتمر الوطني الهندي | Bhim Singh II   |
| 2 |        |        | Manikya Lal Verma (1897 – 1969) غير منتخب | 18 أبريل 1948 | 7 أبريل 1949  | 354 أيام | –                    | مستقل                 | Bhupal Singh    |
| 3 |        |        | Hiralal Shastri (1899 – 1974) غير منتخب   | 7 أبريل 1949  | 26 يناير 1950 | 294 أيام | –                    | المؤتمر الوطني الهندي | مان سينغ الثاني |

### رؤساء وزراء راجستان (1950 حتى الآن)
ملاحظات: †  توفي في المنصب
| #                                                                     | الصورة   | الصورة       | الاسم (العمر) الدائرة الانتخابية            | الفترة                                | الفترة            | الفترة             | الانتخابات (الجمعية) | الحزب                        | النائب (المدة)                                                                                                 | الحكومة           | الحاكم                                                |
| --------------------------------------------------------------------- | -------- | ------------ | ------------------------------------------- | ------------------------------------- | ----------------- | ------------------ | -------------------- | ---------------------------- | --- | ----------------- | ----------------------------------------------------- |
| 1                                                                     |          |              | Hiralal Shastri (1899 – 1974) غير منتخب     | 26 يناير 1950                         | 6 يناير 1951      | 345 أيام           | –                    | المؤتمر الوطني الهندي        | المنصب شاغر (26 يونيو 1950 – 26 أبريل 1951)                                                                    | Shastri           | مان سينغ الثاني (راجبراموخ)                           |
| 2                                                                     |          |              | C. S. Venkatachar (1899 – 1999) غير منتخب   | 6 يناير 1951                          | 26 أبريل 1951     | 110 أيام           | –                    | المؤتمر الوطني الهندي        | المنصب شاغر (26 يونيو 1950 – 26 أبريل 1951)                                                                    | Venkatachar       | مان سينغ الثاني (راجبراموخ)                           |
| 3                                                                     |          |              | Jai Narayan Vyas (1899 – 1963) غير منتخب    | 26 أبريل 1951                         | 3 مارس 1952       | 312 أيام           | –                    | المؤتمر الوطني الهندي        | Tika Ram Paliwal (26 أبريل 1951 – 3 مارس 1952)                                                                 | Vyas I            | مان سينغ الثاني (راجبراموخ)                           |
| 4                                                                     |          |              | Tika Ram Paliwal (1909 – 1995) Mahuwa       | 3 مارس 1952                           | 1 نوفمبر 1952     | 243 أيام           | 1952 (1)             | المؤتمر الوطني الهندي        | المنصب شاغر (3 مارس – 1 نوفمبر 1952)                                                                           | Paliwal           | مان سينغ الثاني (راجبراموخ)                           |
| (3)                                                                   |          |              | Jai Narayan Vyas (1899 – 1963) Kishangarh   | 1 نوفمبر 1952                         | 13 نوفمبر 1954    | 2 سنوات و12 أيام   | 1952 (1)             | المؤتمر الوطني الهندي        | Tika Ram Paliwal (1 نوفمبر 1952 – 13 نوفمبر 1954)                                                              | Vyas II           | مان سينغ الثاني (راجبراموخ)                           |
| 5                                                                     |          |              | Mohan Lal Sukhadia (1916 – 1982) Udaipur    | 13 نوفمبر 1954                        | 13 مارس 1967      | 12 سنوات و120 أيام | 1952 (1)             | المؤتمر الوطني الهندي        | المنصب شاغر (13 نوفمبر 1954 – 13 مارس 1967)                                                                    | Sukhadia I        | مان سينغ الثاني (راجبراموخ)                           |
| 5                                                                     | 1957 (2) | Sukhadia II  | Mohan Lal Sukhadia (1916 – 1982) Udaipur    | 13 نوفمبر 1954                        | 13 مارس 1967      | 12 سنوات و120 أيام | Gurmukh Nihal Singh  | المؤتمر الوطني الهندي        | المنصب شاغر (13 نوفمبر 1954 – 13 مارس 1967)                                                                    |                   |                                                       |
| 5                                                                     | 1962 (3) | Sukhadia III | Mohan Lal Sukhadia (1916 – 1982) Udaipur    | 13 نوفمبر 1954                        | 13 مارس 1967      | 12 سنوات و120 أيام | Gurmukh Nihal Singh  | المؤتمر الوطني الهندي        | المنصب شاغر (13 نوفمبر 1954 – 13 مارس 1967)                                                                    |                   |                                                       |
| فرض حكم الرئاسي الأول خلال الفترة (13 مارس – 26 أبريل 1967)           |          |              |                                             |                                       |                   |                    |                      |                              | |                   |                                                       |
| (5)                                                                   |          |              | Mohan Lal Sukhadia (1916 – 1982) Udaipur    | 26 أبريل 1967                         | 9 يوليو 1971      | 4 سنوات و74 أيام   | 1967 (4)             | المؤتمر الوطني الهندي        | المنصب شاغر (26 أبريل 1967 – 29 أبريل 1977)                                                                    | Sukhadia IV       | Hukam Singh                                           |
| 6                                                                     |          |              | Barkatullah Khan (1920 – 1973) Tijara       | 9 يوليو 1971                          | 11 أكتوبر 1973[†] | 2 سنوات و94 أيام   | 1967 (4)             | Indian National Congress (R) | المنصب شاغر (26 أبريل 1967 – 29 أبريل 1977)                                                                    | Khan I            | Hukam Singh                                           |
| 6                                                                     | 1972 (5) | Khan II      | Barkatullah Khan (1920 – 1973) Tijara       | 9 يوليو 1971                          | 11 أكتوبر 1973[†] | 2 سنوات و94 أيام   | Jogendra Singh       | Indian National Congress (R) | المنصب شاغر (26 أبريل 1967 – 29 أبريل 1977)                                                                    |                   |                                                       |
| 7                                                                     | 1972 (5) |              |                                             | Hari Dev Joshi (1920 – 1995) Banswara | 11 أكتوبر 1973    | 29 أبريل 1977      | Jogendra Singh       | Indian National Congress (R) | المنصب شاغر (26 أبريل 1967 – 29 أبريل 1977)                                                                    | 3 سنوات و200 أيام | Joshi I                                               |
| فرض حكم الرئاسي الثاني خلال الفترة (30 أبريل – 21 يونيو 1977)         |          |              |                                             |                                       |                   |                    |                      |                              | |                   |                                                       |
| 8                                                                     |          |              | بايرون سينغ شيخاوات (1925 – 2010) Chhabra   | 22 يوينو 1977                         | 16 فبراير 1980    | 2 سنوات و239 أيام  | 1977 (6)             | Janata Party                 | المنصب شاغر (22 يونيو 1977 – 16 فبراير 1980)                                                                   | Shekhawat I       | Raghukul Tilak                                        |
| فرض الحكم الرئاسي الثالث خلال الفترة (17 فبراير – 5 يونيو 1980)       |          |              |                                             |                                       |                   |                    |                      |                              | |                   |                                                       |
| 9                                                                     |          |              | Jagannath Pahadia (1932 – 2021) Weir        | 6 يوينو 1980                          | 14 يوليو 1981     | 1 سنة و38 أيام     | 1980 (7)             | المؤتمر الوطني الهندي        | المنصب شاغر (6 يونيو 1980 – 15 ديسمبر 1992)                                                                    | Pahadia           | Raghukul Tilak                                        |
| 10                                                                    |          |              | Shiv Charan Mathur (1927 – 2009) Mandalgarh | 14 يوليو 1981                         | 23 فبراير 1985    | 3 سنوات و224 أيام  | 1980 (7)             | المؤتمر الوطني الهندي        | المنصب شاغر (6 يونيو 1980 – 15 ديسمبر 1992)                                                                    | Mathur I          | Raghukul Tilak                                        |
| 11                                                                    |          |              | Hira Lal Devpura (1925 – 2004) Kumbhalgarh  | 23 فبراير 1985                        | 10 مارس 1985      | 15 أيام            | 1980 (7)             | المؤتمر الوطني الهندي        | المنصب شاغر (6 يونيو 1980 – 15 ديسمبر 1992)                                                                    | Devpura           | قائد القوات الجوية المارشال (متقاعد) Om Prakash Mehra |
| (7)                                                                   |          |              | Hari Dev Joshi (1920 – 1995) Banswara       | 10 مارس 1985                          | 20 يناير 1988     | 2 سنوات و316 أيام  | 1985 (8)             | المؤتمر الوطني الهندي        | المنصب شاغر (6 يونيو 1980 – 15 ديسمبر 1992)                                                                    | Joshi II          | قائد القوات الجوية المارشال (متقاعد) Om Prakash Mehra |
| (10)                                                                  |          |              | Shiv Charan Mathur (1927 – 2009) Mandalgarh | 20 يناير 1988                         | 4 ديسمبر 1989     | 1 سنة و318 أيام    | 1985 (8)             | المؤتمر الوطني الهندي        | المنصب شاغر (6 يونيو 1980 – 15 ديسمبر 1992)                                                                    | Mathur II         | القاضي J. S. Verma (بالوكالة)                         |
| (7)                                                                   |          |              | Hari Dev Joshi (1920 – 1995) Banswara       | 4 ديسمبر 1989                         | 4 مارس 1990       | 90 أيام            | 1985 (8)             | المؤتمر الوطني الهندي        | المنصب شاغر (6 يونيو 1980 – 15 ديسمبر 1992)                                                                    | Joshi III         | Sukhdev Prasad                                        |
| (8)                                                                   |          |              | بايرون سينغ شيخاوات (1925 – 2010) Chhabra   | 4 مارس 1990                           | 15 ديسمبر 1992    | 2 سنوات و286 أيام  | 1990 (9)             | حزب بهاراتيا جاناتا          | المنصب شاغر (6 يونيو 1980 – 15 ديسمبر 1992)                                                                    | Shekhawat II      | D. P. Chattopadhyaya                                  |
| فرض الحكم الرئاسي الرابع خلال الفترة (15 ديسمبر 1992 – 3 ديسمبر 1993) |          |              |                                             |                                       |                   |                    |                      |                              | |                   |                                                       |
| (8)                                                                   |          |              | بايرون سينغ شيخاوات (1925 – 2010) Bali      | 4 ديسمبر 1993                         | 1 ديسمبر 1998     | 4 سنوات و362 أيام  | 1993 (10)            | حزب بهاراتيا جاناتا          | المنصب شاغر (4 ديسمبر 1993 – 6 أكتوبر 1994) Hari Shankar Bhabhra (6 أكتوبر 1994 – 29 نوفمبر 1998)              | Shekhawat III     | Bali Ram Bhagat                                       |
| 12                                                                    |          |              | Ashok Gehlot (مواليد 1951) Sardarpura       | 1 ديسمبر 1998                         | 8 ديسمبر 2003     | 5 سنوات و7 أيام    | 1998 (11)            | المؤتمر الوطني الهندي        | المنصب شاغر (1 ديسمبر 1998 – 25 يونيو 2003) Banwari Lal Bairwa و Kamla Beniwal (25 يونيو 2003 – 8 ديسمبر 2003) | Gehlot I          | القاضي Navrang Lal Tibrewal (بالوكالة)                |
| 13                                                                    |          |              | Vasundhara Raje (مواليد 1953) Jhalrapatan   | 8 ديسمبر 2003                         | 12 ديسمبر 2008    | 5 سنوات و4 أيام    | 2003 (12)            | حزب بهاراتيا جاناتا          | المنصب شاغر (8 ديسمبر 2003 – 17 ديسمبر 2018)                                                                   | Raje I            | Kailashpati Mishra                                    |
| (12)                                                                  |          |              | Ashok Gehlot (مواليد 1951) Sardarpura       | 12 ديسمبر 2008                        | 13 ديسمبر 2013    | 5 سنوات و1 يوم     | 2008 (13th)          | المؤتمر الوطني الهندي        | المنصب شاغر (8 ديسمبر 2003 – 17 ديسمبر 2018)                                                                   | Gehlot II         | Shilendra Kumar Singh                                 |
| (13)                                                                  |          |              | Vasundhara Raje (مواليد 1953) Jhalrapatan   | 13 ديسمبر 2013                        | 17 ديسمبر 2018    | 5 سنوات و4 أيام    | 2013 (14th)          | حزب بهاراتيا جاناتا          | المنصب شاغر (8 ديسمبر 2003 – 17 ديسمبر 2018)                                                                   | Raje II           | Margaret Alva                                         |
| (12)                                                                  |          |              | Ashok Gehlot (مواليد 1951) Sardarpura       | 17 ديسمبر 2018                        | 15 ديسمبر 2023    | 4 سنوات و363 أيام  | 2018 (15th)          | المؤتمر الوطني الهندي        | Sachin Pilot (17 ديسمبر 2018 – 14 يوليو 2020) المنصب شاغر (14 يوليو 2020 – 15 ديسمبر 2023)                     | Gehlot III        | Kalyan Singh                                          |
| 14                                                                    |          |              | Bhajan Lal Sharma (مواليد 1967) Sanganer    | 15 ديسمبر 2023                        | شاغل المنصب       | 1 سنة و96 أيام     | 2023 (16th)          | حزب بهاراتيا جاناتا          | Diya Kumari و Prem Chand Bairwa (منذ 15 ديسمبر 2023)                                                           | Sharma            | Kalraj Mishra                                         |

## الإحصائيات

### رؤساء الوزراء حسب المدة
| No. | الاسم               | الحزب                 | مجموع المدة      |
| --- | ------------------- | --------------------- | ---------------- |
| 1   | Mohan Lal Sukhadia  | المؤتمر الوطني الهندي | 16 سنة، 194 يوم  |
| 2.  | Ashok Gehlot        | المؤتمر الوطني الهندي | 15 سنة، 6 يوم    |
| 3.  | بايرون سينغ شيخاوات | حزب بهاراتيا جاناتا   | 10 سنة، 157 يوم  |
| 4.  | Vasundhara Raje     | حزب بهاراتيا جاناتا   | 10 سنة، 8 يوم    |
| 5.  | Hari Dev Joshi      | المؤتمر الوطني الهندي | 6 سنوات، 241 يوم |
| 6.  | Shiv Charan Mathur  | المؤتمر الوطني الهندي | 5 سنوات، 117 يوم |
| 7.  | Jai Narayan Vyas    | المؤتمر الوطني الهندي | 2 سنوات، 324 يوم |
| 8.  | Barkatullah Khan    | المؤتمر الوطني الهندي | 2 سنوات، 94 يوم  |
| 9.  | Heera Lal Shastri   | المؤتمر الوطني الهندي | 1 سنوات، 274 يوم |
| 10. | Jagannath Pahadia   | المؤتمر الوطني الهندي | 1 سنوات، 38 يوم  |
| 11. | Tika Ram Paliwal    | المؤتمر الوطني الهندي | 243 يوم          |
| 12. | C. S. Venkatachar   | المؤتمر الوطني الهندي | 110 يوم          |
| 13. | Hira Lal Devpura    | المؤتمر الوطني الهندي | 15 يوم           |
| 14. | Bhajan Lal Sharma   | حزب بهاراتيا جاناتا   | 1 سنة و96 أيام   |

### قبت المراجع
- Hooja، Rima (2006). A History of Rajasthan. New Delhi: Rupa و Company. ISBN:9788129108906. OCLC:80362053.

## روابط خارجية
- profile of current incumbent (أرشيف)
- History of Rajasthan legislature (أرشيف)
- Ashok Gehlot (أرشيف)
- CMs of Rajasthan (أرشيف)